# Шарагін Олексій Павлович
Олексі́й Па́влович Шара́гін (нар. 5 (17) березня 1897 — пом. 22 грудня 1943) — радянський воєначальник часів Другої світової війни, генерал-майор танкових військ (27.03.1942).

## Життєпис
Народився 17 березня 1897 року в місті Санкт-Петербурзі. Росіянин.
У липні 1914 року призваний в Російську імператорську армію. Учасник Першої світової війни: старший унтер-офіцер, помічник командира взводу 1-го кавалергардського полку на Південно-Західному фронті.
У лавах Червоної армії з лютого 1918 року. Учасник громадянської війни в Росії: начальник команди розвідників Петроградського загону друкарів, з березня 1918 року — начальник команди розвідників 13-го кавалерійського полку 2-ї стрілецької дивізії на Північному і Петроградському фронтах. У 1920 році брав участь у польсько-радянській війні.
Після закінчення громадянської війни продовжив військову службу у 2-ї стрілецькій дивізії. Обіймав посади командира кавалерійського взводу, начальника дивізійної школи молодших командирів, командира окремого кавалерійського ескадрону дивізії. У серпні 1923 року переведений на посаду командира окремого кавалерійського ескадрону 8-ї стрілецької дивізії. З січня 1924 року — помічник командира 2-го Ново-Заволзького червоногусарського полку. З жовтня 1924 по вересень 1926 року навчався у Тверській кавалерійській школі імені Комінтерна, після закінчення якої направлений в Окрему кавалерійську бригаду імені Й. В. Сталіна (м. Москва) на посаду командира ескадрону, начальника оперативної частини штабу бригади. З червня 1930 року — начальник полкової школи і начальник штабу 62-го кавалерійського полку цієї ж бригади.
У 1933 році закінчив Військову академію імені М. В. Фрунзе. З вересня 1936 року — начальник 1-ї частини штабу 4-ї Донської козачої дивізії Білоруського ОВО, з травня 1937 року — командир 6-го запасного кавалерійського полку. У травні 1938 року переведений у Закавказький ВО на посаду командира 91-го кавалерійського полку (м. Ленінакан). З вересня 1940 року — помічник командира 17-ї гірсько-кавалерійської дивізії. З грудня 1940 року — командир 12-ї моторизованої бригади, а з березня 1941 року — командир сформованої на її основі 218-ї моторизованої дивізії 18-го механізованого корпусу в Одеському ВО.
Учасник німецько-радянської війни з червня 1941 року. 218-та моторизована дивізія полковника О. П. Шарагіна брала участь в оборонних боях у складі військ Південного фронту.
З травня 1942 року генерал-майор танкових військ О. П. Шарагін — слухач Вищої військової академії імені К. Є. Ворошилова, після закінчення якої у жовтні 1942 року призначений заступником командира 4-го механізованого корпусу 51-ї армії Сталінградського фронту. Учасник Сталінградської битви. У грудні 1942 року 4-й механізований корпус був перетворений у 3-й гвардійський механізований корпус, а 4 січня 1943 року генерал-майор О. П. Шарагін був призначений командиром цього корпусу.
Внаслідок важкого захворювання знаходився на лікуванні у Головному військовому шпиталі РСЧА, де й помер 22 грудня 1943 року від пухлини головного мозку. Похований на Введенському кладовищі.

## Нагороди
Нагороджений двома орденами Червоного Прапора (14.11.1941, 08.02.1943) і медаллю «XX років РСЧА».